# Michelle Steel
Michelle Eunjoo Steel, nata Park (Seul, 21 giugno 1955), è una politica statunitense di origini sudcoreane, membro della Camera dei Rappresentanti per lo stato della California dal 2021 al 2025.

## Biografia
Nata a Seul, Michelle Park studiò presso l'Università Pepperdine e la University of Southern California. Nel 1981 sposò Shawn Steel, un funzionario del Partito Repubblicano, con il quale ebbe due figlie.
Nel 2006 si candidò al California State Board of Equalization e fu eletta, per poi essere riconfermata in carica fino al 2015, quando vinse un seggio all'interno del Consiglio dei Supervisori della contea di Orange. Nel corso della pandemia di COVID-19 si oppose pubblicamente all'obbligo di indossare la mascherina e mise in dubbio l'efficacia della misura nella prevenzione del virus.
Nel 2020 si candidò alla Camera dei Rappresentanti, sfidando il democratico in carica Harley Rouda. La campagna elettorale fu molto combattuta e alla fine la Steel riuscì a prevalere di misura. Divenne così la prima deputata coreano-americana eletta al Congresso, insieme a Young Kim e Marilyn Strickland.
Michelle Steel è una repubblicana di ideologia fortemente conservatrice. Fece discutere quando durante un comizio rivendicò la sua scelta di ritirare la figlia dal college per iscriverla all'istituto gesuita Loyola Marymount University dopo che la ragazza aveva espresso posizioni favorevoli al matrimonio tra persone dello stesso sesso.